# Centro de Instrução de Guerra na Selva
O Centro de Instrução de Guerra na Selva (CIGS) é uma organização militar do Exército Brasileiro destinada a qualificar militares líderes de pequenas frações como guerreiros da selva, combatentes aptos a cumprir missões de natureza militar nas áreas mais inóspitas da Floresta Amazônica brasileira, bem como em ambientes da mesma natureza. Sediado em Manaus, o CIGS é subordinado ao Comando Militar da Amazônia, com vínculo técnico à Diretoria de Ensino Técnico Militar.
Cabe ao CIGS a pesquisa e experimentação de táticas, armamentos e equipamentos para a guerra na selva, formando uma doutrina que ele difunde através dos cursos. Parte dos militares servindo na região especializa-se ali; os demais são adestrados na guerra na selva dentro de suas próprias organizações militares.
Desde 1959, o Curso de Operações Especiais, à época organizado pelos paraquedistas, já tinha um estágio de guerra na selva. O pensamento militar da época via esse ambiente como propício para um inimigo guerrilheiro. O CIGS foi criado em 2 de março de 1964, tendo como primeiro comandante o major Jorge Teixeira de Oliveira (“Teixeirão”), origem da denominação histórica de “Centro Coronel Jorge Teixeira”. O corpo docente inicial foi instruído no Jungle Operations Training Center, instituição americana no Panamá. A hipótese de uma insurgência na selva ocorreu na época com a Guerrilha do Araguaia, e militares formados no CIGS participaram de sua eliminação. De 1970 a 1978 o CIGS o curso de comandos, apesar da ambição dos paraquedistas de ter a prerrogativa de formar as tropas especiais.
Outros países com parte do território na Amazônia, como a Bolívia, Colômbia, Equador, França (via a Guiana Francesa), Guiana, Peru e Venezuela também têm “Escolas de Selva” para a especialização de seus militares. Seu objetivo comum é a dissuasão contra um possível invasor, pois as condições naturais da região limitam as forças militares convencionais e exigem forças especializadas. No Brasil, grande parte desse esforço é voltado à “estratégia de resistência”, pela qual um invasor com plena superioridade militar seria derrotado através da guerra irregular.

## Organização
O Centro é organizado numa Companhia de Comando e Serviço, um Campo de Instrução e Divisões de Ensino, de Doutrina e Pesquisa, de Alunos, Administrativa, de Saúde e de Veterinária. O treinamento ocorre no Campo de Instrução General Sampaio Maia (CIGSM), uma área de 1 152 quilômetros quadrados de mata fechada, delimitada pela rodovia AM-010 e os rios Amazonas, Preto da Eva e Puraquequara. Outras manobras são realizadas nesse Campo, mas é pelo treinamento do CIGS que ele ganhou o apelido de “Quadrado Maldito”.
A sede em Manaus, tem um zoológico, o único do mundo administrado por militares. Originalmente criado para apresentar a fauna da região aos militares, ele é hoje aberto ao público. O zoológico, a área conservada e a relação entre os militares formados ali, a mata e seus habitantes tornam o CIGS uma unidade peculiar para atividades ambientais.

## O Curso de Operações na Selva

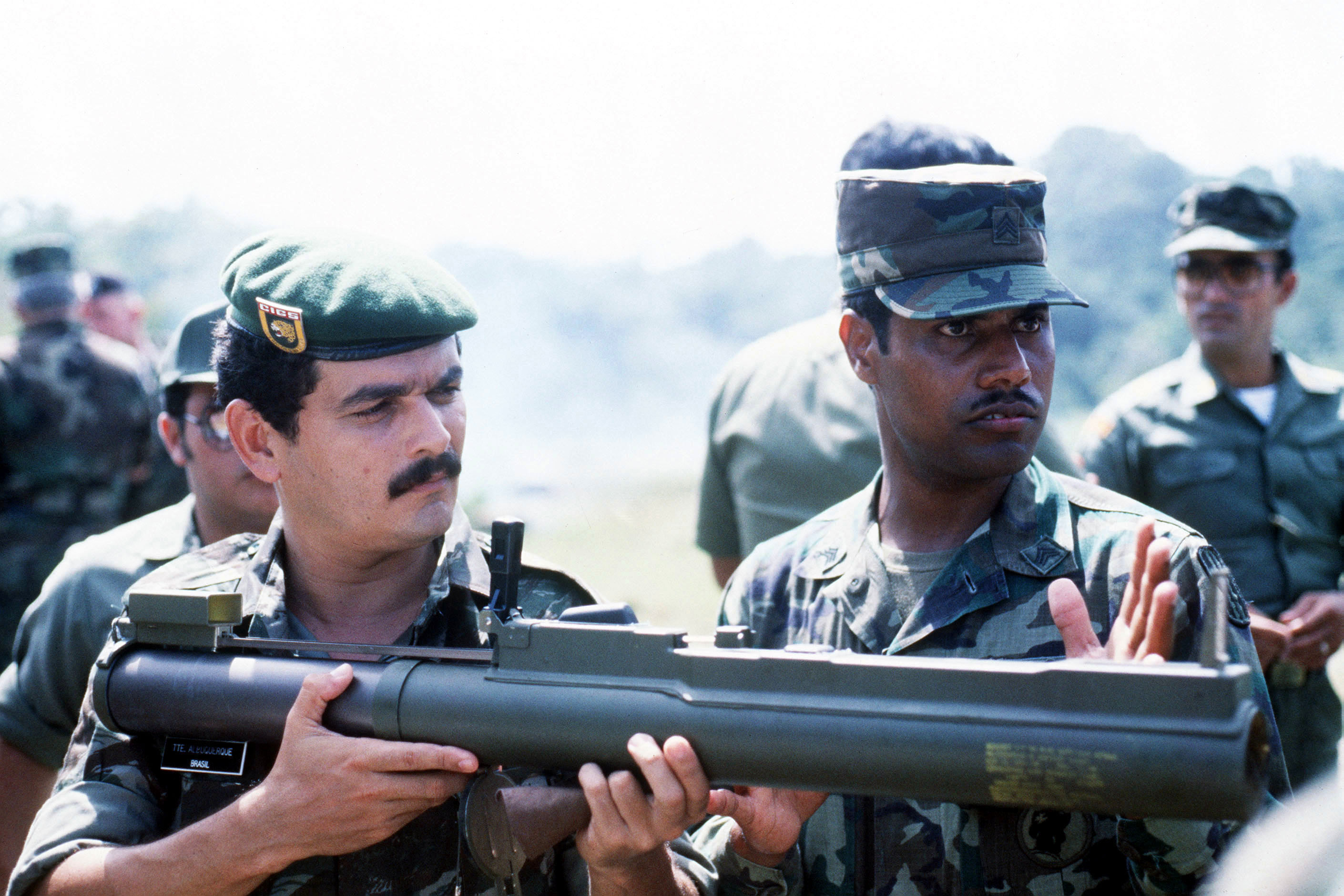
Um militar brasileiro (à esquerda) com o distintivo da onça-pintada na boina, em 1982.

O CIGS ministra Cursos de Operações na Selva, em sete categorias diferentes, além de estágios destinados a militares e também para instituições civis. Seu símbolo é a onça-pintada. O curso é dividido em três fases: vida na selva, técnicas especiais e operações, e tem a duração de 12 semanas. As vagas são muito disputadas, com o ingresso sendo restrito por uma avaliação médica e psicológica e um teste físico exigente.
Os aprovados são submetidos, num clima quente e úmido, a forte pressão psicológica, fadiga, sono e fome. Eles dormem em média quatro horas por dia, realizam atividades físicas extenuantes de dia e de noite e passam por longas provas de resistência. Ao longo do curso, realizam longas caminhadas na mata, dormem na chuva, caçam e colhem seu próprio alimento e lutam corpo a corpo uns com os outros. Os que exibem fadiga são insultados pelos instrutores. Muitos dos ingressantes não chegam ao final. Psicologicamente, o sucesso no curso está associado ao autocontrole e à reavaliação positiva.
Por esse motivo, o curso é considerado o “mais difícil e controverso” do Exército. Já ocorreram mortes no treinamento, mas menos de dez. Médicos e psicólogos acompanham o processo e podem pedir o desligamento dos que estiverem fatigados demais ou doentes. Acusações de cárcere privado e excessos no CIGS já foram investigadas pelo Ministério Público Federal, que arquivou o caso. Mesmo internacionalmente, o curso é conhecido como um dos mais completos e difíceis.

## Os guerreiros de selva

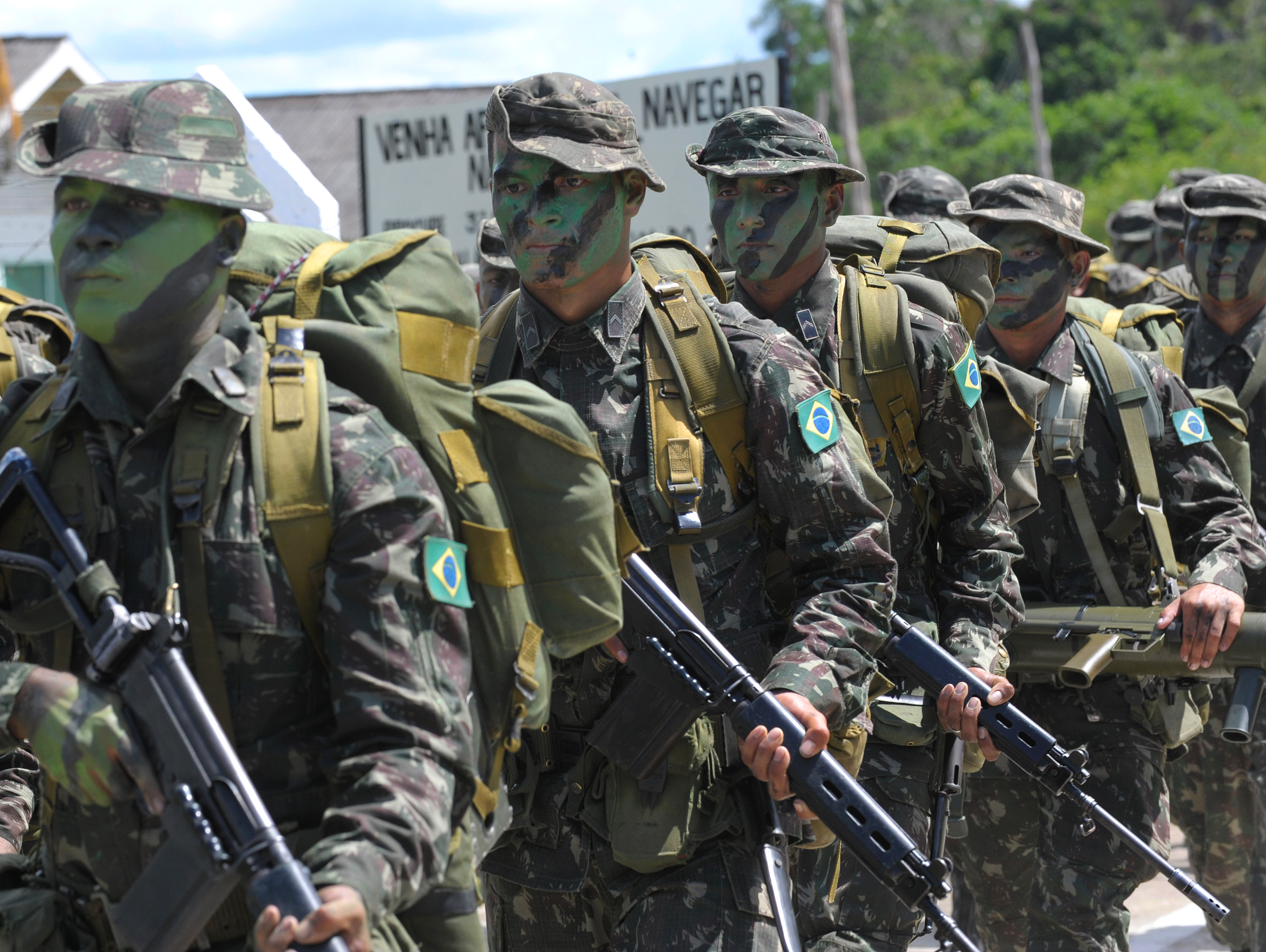
Combatentes de Selva do 2º Pelotão Especial de Fronteira - Ipiranga

Até junho de 2023, o CIGS formou 7 161 guerreiros de selva, a maioria do Exército, mas alguns também da Marinha, Força Aérea, Polícias Militares e Corpos de Bombeiros Militares. Duas mulheres concluíram o curso, ambas em 2010. O universo dos 7 161 inclui 636 estrangeiros, formados pelo Curso Internacional de Operações na Selva (CIOS). Os estrangeiros só têm acesso à parte não sigilosa dos conhecimentos do CIGS. Eles tipicamente vêm de países vizinhos, além de alguns serem franceses e americanos. A oferta de vagas a países em desenvolvimento na América Latina e África é uma forma do Brasil aumentar sua influência internacional.
Os formandos do curso têm prestígio e capital simbólico dentro do Exército, cultivando uma “mística” de guerreiro da selva, uma identidade à parte dos demais militares, definida pela autoconfiança e a conexão com a Amazônia. Vários símbolos os identificam, como o chapéu bandeirante e o Facão do Guerreiro de Selva.